# Racovița (Timiș)

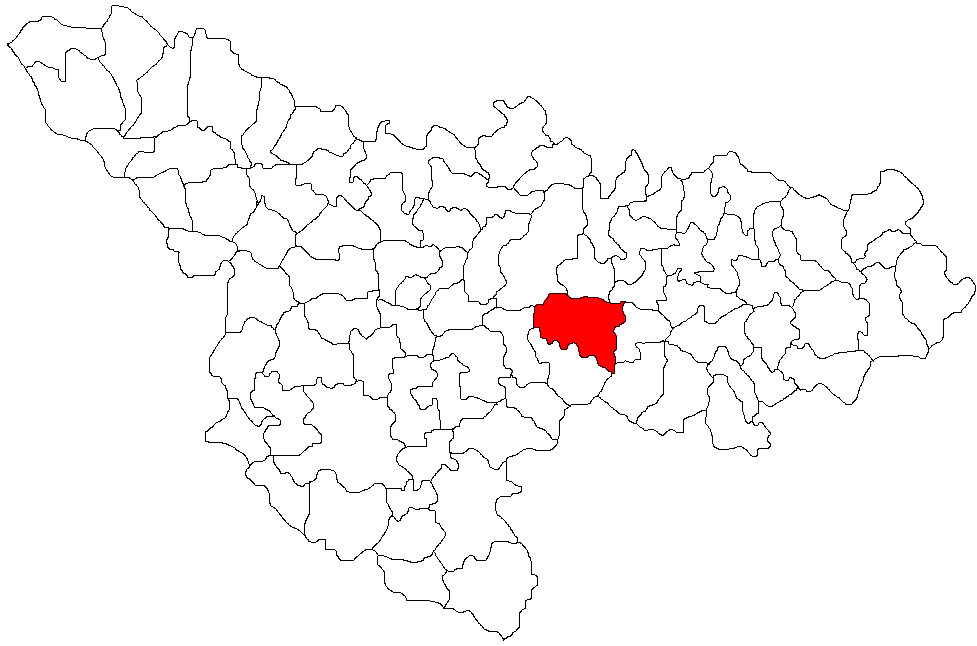
Lage der Gemeinde Racovița im Kreis Timiș

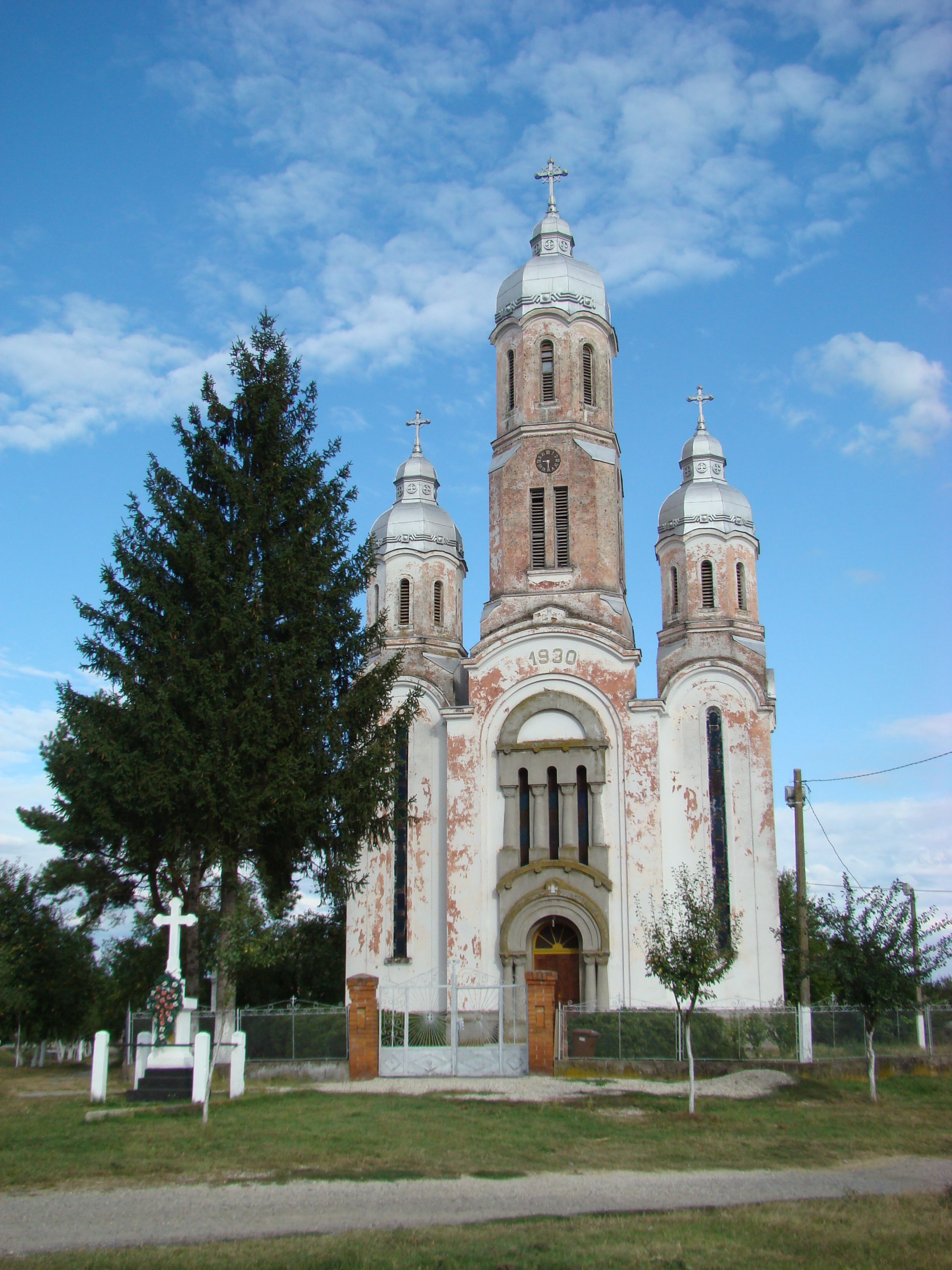
Kirche 2009

Racovița (deutsch Rakowitza, ungarisch Rakovicza) ist eine Gemeinde im Kreis Timiș, in der Region Banat, im Südwesten Rumäniens. Zur Gemeinde Racovița gehören auch die Dörfer Căpăt, Drăgoiești, Ficătar, Hitiaș und Sârbova.

## Geografische Lage
Racovița liegt im Zentrum des Kreises Timiș, an der Temesch, in 44 Kilometer Entfernung von der Kreishauptstadt Timișoara.

## Nachbarorte
| Bazoș   | Topolovățu Mare                             | Chizătău   |
| Sârbova | Kompassrose, die auf Nachbargemeinden zeigt | Drăgoiești |
| Bacova  | Buziaș                                      | Căpăt      |

## Geschichte
Rakovicza wurde 1447 erstmals urkundlich erwähnt und gehörte zu dem Gut Duboz.
Zur Zeit der Josephinischen Landaufnahme von 1717 hieß der Ort Rakowitza und hatte 40 Häuser. Nach dem Frieden von Passarowitz (1718), als das Banat eine Habsburger Krondomäne wurde, war Rakowitza Teil des Temescher Banats.
Während der ungarischen Verwaltung 1880–1910 trug die Ortschaft die amtliche Bezeichnung Rakovicza.
Am 4. Juni 1920 wurde das Banat infolge des Vertrags von Trianon dreigeteilt. Der größte, östliche Teil fiel an das Königreich Rumänien. Seitdem ist die amtliche Bezeichnung Racovița.

## Demografie
Die Bevölkerungsentwicklung der Gemeinde Racovița:
| 1880 | 6636 | 6408 | 91  | 98  | 39            |
| 1910 | 7051 | 6499 | 372 | 104 | 76            |
| 1930 | 6061 | 5741 | 161 | 67  | 92            |
| 1977 | 4491 | 4346 | 50  | 7   | 88            |
| 2002 | 3295 | 3150 | 47  | 4   | 94            |
| 2021 | 2924 | 2656 | 11  | 2   | 255 (70 Roma) |